# Bol'šeboldinskij rajon
Il Bol'šeboldinskij rajon (in russo Большеболдинский район?) è un rajon dell'Oblast' di Nižnij Novgorod, nella Russia europea; il capoluogo è Bol'šoe Boldino.